# Parc national du Mont Tambora
Le parc national du Mont Tambora, en indonésien Taman Nasional Gunung Tambora, est un parc national d'Indonésie situé sur l'île de Sumbawa. Avec 716,45 km2 de superficie, il couvre une bonne partie de la péninsule de Sanggar dont le volcan Tambora qui lui a donné son nom.